# Private (canal de televisão)
Private foi um canal adulto de televisão comercializado no Brasil em operadoras de TV por assinatura. O canal fazia parte do portfólio da Playboy do Brasil Entretenimento, joint venture formada pela Globosat e pela Playboy TV América Latina.

## Programação
A programação era direcionada para público hardcore e heterossexual. Exibia filmes estrangeiros, com cenários de alto padrão, realizados pela própria produtora do Private Media Group.
O acervo de filmes reunia atualmente mais de 500 títulos originais. Na sua maioria dublado em espanhol.

## Fim do canal
No dia 31 de agosto de 2015, a Globosat anunciou o fim das transmissões do canal no Brasil a partir de 1 de outubro, o que também aconteceu com o ForMan. Essa extinção ocorreu por causa da pequena base de assinantes e da oferta de conteúdo na Internet.

## Outros canais
- Playboy TV
- For Man
- Venus (canal de televisão)
- Sexy Hot
- Playboy TV Movies